# أوبا-كو (يوكوهاما)
أوبا-كو (باليابانية:青葉区) (بالإنجليزية:Aoba-ku)، هي بلدة يابانية تابعة لمدينة يوكوهاما، عدد سكانها تبلغ 302,643 نسمة وفق إحصاء 2010.

## مواقع خارجية
- Aoba Ward Office
- City of Yokohama statistics